# Micky Maus Taschenbuch
"Micky Maus Taschenbuch" (kurz: MMTB oder MMT) ist eine Comic-Taschenbuch-Reihe und Nebenreihe des Micky Maus Magazins, die seit August 2016 im Egmont Ehapa Verlag erscheint. Bis zur 8. Ausgabe erschien das MMTB alle drei Monate, danach alle zwei.

## Inhalt
Trotz des Namensgebers erschienen in den ersten beiden Ausgaben nur Duck-Geschichten. Erst im dritten Band wurden zwei Supergoof- und eine Micky-Maus-Geschichte gedruckt. In der vierten Ausgabe feierte zudem Ede Wolf sein Debüt in der Reihe.

## Preis und Umfang
Ein Band enthält 148 Seiten und kostet 4,99 €. Bisher sind 36 Ausgaben erschienen. Die Taschenbücher erscheinen in farblich differenzierter Weise, so variieren die Hintergründe auf den Titelseiten farblich. Micky Maus Taschenbuch Nr. 25 hat beispielsweise einen dunkelblauen Hintergrund.